# Жупа у време Немањића
У време Немањића (1171—1371) жупа или жупанија била је мала територијална јединица, основа већих покрајина. Обично је то била само кратка речна долина или котлина, али свакако мања од немачке жупе или угарске жупаније. Да је жупска територија била мала види се из пописа жупа у приморју и набрајања група од жупа у манастирским повељама.

## Имена жупа
Жупа је често била подељена на два дела, горњу и доњу жупу, према току реке. Имена су углавном везивана са реком, као што су Топлица, Расина, Лугомира или Лепеница на истоку, Црмница на западу. Жупе су се ређе називале по имену краја, као Подлужје у Зети, Хвостно код Пећи или Врм код Клобука. Имена жупе су се понекад давала и по имену свог главног града, као Брсково, Призрен, Рудник или Браничево.

## Границе жупа
Граница између жупа била је или шума или неко пусто брдо, без одређене пограничне линије. Околна села су била дужна, по законику Стефана Душана, да постављају стражаре у том пустом крају. Ако то не би учинили, у случају неке крађе, разбојништва или било какве друге штете, дужни су били да плате штету.

## Уређење
Град је био средиште жупе. Становништво је било у обавези да чува и одржава град у добром стању, тако што ће га поправљати и дозидавати. Жупама су владали жупани, који су у почетку биле старешине локалних градова. Поред жупана постојала је скупштина свих слободних људи у жупи.
Како је владарска моћ расла тако је слабила жупа, која од Немање губи све више и више од свог старог значаја и индивидуалности. Жупа се развијала другачије него на пример у Угарској, где су жупаније, у XIV веку, имале извесну самоуправу са слободно бираним властеоским судијама. Жупска окупљања била су углавном због судских састанака или скупштине на којима су се објављивале владине наредбе.
Заједничка права жупског становништва омогућавала су им коришћење жупске територије, како би извели стоку на пашу. Више је било заједничког терета, јер су били у дужности да чувају град и путеве, одговарају за разбојништва, дочекују и испраћају владаоца итд.

### Крајина
Посебну организацију су имале пограничне жупе, назване крај, крајина или крајиште. По законику Стефана Душана, крајишник или погранични гроф био је одговоран ако не би спречио пролаз страних разбојника. У случају упада страних разбојника био је у обавези да надокнади штету, а према пооштреним одредбама другог дела законика, морао је да плати седмоструки износ од настале штете.